# Пелим
Пелѝм или Голям Пелим (на руски: Пелым, Большой Пелым) е река в Азиатската част на Русия, Западен Сибир, ляв приток на река Тавда (от басейна на Тобол, Иртиш, Об), протичаща изцяло на територията на Свердловска област, с дължина 707 km, която ѝ отрежда 96-о място по дължина сред реките на Русия.
Река Пелим води началото си от заблатената тайга на източния склон на Северен Урал, на 138 m н.в., на 12 km на север-североизток от село Хорпия, в северната част на Свердловска област. В най-горното си течение протича в северно направление, в ненаселена местност, със силно заблатени брегове и със стотици меандри по източните ниски части на Северен Урал. След това реката завива на изток, юг, югоизток и накрая на юг-югоизток и тече по западна част на Западносибирската равнина. В средното течение, в района на посьолок Пелим долината на реката е по-малко заблатена, долината ѝ е широка, по която силно меандрира, с множество старици, протоци и малки непостоянни пясъчни острови. На 13 km след село Шанталская Пелим протича през голямото езеро Пелимски Туман, от които изтича чрез два ръкава: Голям Пелим (67 km, източен ръкав) и Малък Пелим (42 km, западен ръкав), които на 7 km преди село Ерьомино се съединяват в едно русло. Влива се отляво в река Тавда (ляв приток на Тобол от басейна на Иртиш и Об), на 28 m н.в., при село Пелим, в източната част на Свердловска област.
Водосборният басейн на река Пелим обхваща площ от 15,2 хил. km2, което представлява 17,25% от водосборния басейн на река Тавда и изцяло се простира на територията на Свердловска област.
Границите на водосборния басейн на реката са следните:
- на север – водосборния басейн на река Северна Сосва, ляв приток на Об;
- на североизток – водосборния басейн на река Конда, ляв приток на Иртиш;
- на югозапад и запад – водосборния басейн на река Лозва, лява съставяща на Тавда.

Река Пелим получава множество притоци, но само един от тях е с дължина над 100 km: река Голям Оус (десен приток) 186 km, 2140 km2.
Подхранването на река Пелим е смесено, като преобладава снежното с ясно изразено пролетно пълноводие. Среден годишен отток 100 m3/s. Замръзва в края на октомври, а се размразява в края на април.
По течението на Пелим са разположени няколко малки населени места, в т.ч. посьолок Пелим, разположен на жп линията Ивдел – Югорск – Приобе.
Река Пелим е плавателна при високи води на 245 km от устието, до село Портах и се използва основно за транспортиране на дървен материал.